# Беловрата мухоловка
Беловратата мухоловка (Ficedula albicollis ) е птица от семейство Мухоловкови. Среща се и в България.

## Физически характеристики
Беловратата мухоловка достига дължина 12 сантиметра. Мъжките на главата са оцветени с черен цвят, със сив кръст, имат бяло петно на главата и бяло петънце на ръба на крилата, а вратът и коремът са бели на цвят. Женските са сиво-кафяви.

## Разпространение
Вид с европейски тип на разпространение. Гнезди от Източна Франция до Урал и от Крайния север до Средиземно море (изолирана популация в Северна Италия), като разпространението в южната периферия на ареала е точково.
Разпространение и численост в България. Гнездещо – прелетен и преминаващ вид. Преди 1985 г. има съобщения за гнездене предимно в изкуствени гнездилки в района на гр. Белоградчик. През последните 10–15 години не е срещан там като гнездещ. При собствени наблюдения са регистрирани само 2 гнездови находища в 2 от големите градски паркове на гр. София (Южен и Западен парк – по 1 гнездеща двойка съответно през 1987 и 1988 г.). Има информация за още 4 изолирани гнездови находища. Пеещ мъжки е установен в края на май 2001 г. на 500–600 m на юг от устието на р. Велека. По време на сезонните миграции се среща в различни части на страната със значителна численост. По-често се наблюдава по време на пролетните миграции. България попада в южната периферия на гнездовия ареал на вида в Югоизточна Европа и най-вероятно поради това числеността му през различните години варира. Гнездовата му численост едва ли надвишава 20–30 гнездови двойки. Тенденцията на числеността на вида е към намаляване.